# RevCom Television
RevCom Television was een Frans productiebedrijf, opgericht in 1982 door de Duitse film- en documentairemaker Michel Noll als onderdeel van de Franse uitgeverij Edition Mondiales.

## Geschiedenis
In de jaren '80 van de twintigste eeuw was het bedrijf zeer succesvol op de internationale televisiemarkt. Het had vestigingen in het Verenigd Koninkrijk, Frankrijk, Duitsland en Australië.
In Australië sloot het bedrijf in 1985 een overeenkomst met de Australian Broadcasting Corporation om een aantal televisiefilms en -series te produceren. Dit resulteerde in een langdurige samenwerking tussen de twee bedrijven. Ook in andere markten was RevCom actief, maar de impact op het Australische televisielandschap werd in die markten niet geëvenaard.
De producties die RevCom samen met ABC en andere Australische zenders maakten, hadden een grote impact op de kindertelevisie in Australië. Vrijwel alle producties werden ook aan het buitenland verkocht.

## Producties (selectie)

### Televisiefilms
- Perhaps Love (1987)[2][5]
- A Matter of Convenience (1987)[2][6]
- The Lizard King (1988)[2][7]

### Televisieseries
- Professor Poopsnagle's Steam Zeppelin (1986)[8]
- Captain James Cook (miniseries) (1986)[9]
- C/o The Bartons (1988)[9]
- Touch the Sun (1988)[10]
- Sugar and Spice (1988)[11]